# Cratocerus
Cratocerus is een geslacht van kevers uit de familie van de loopkevers (Carabidae). De wetenschappelijke naam van het geslacht is voor het eerst geldig gepubliceerd in 1829 door Dejean.

## Soorten
Het geslacht Cratocerus omvat de volgende soorten:
- Cratocerus monilicornis Dejean, 1829
- Cratocerus sulcatus Chaudoir, 1852